# The Invisible Man
The Invisible Man (v překladu Neviditelný muž) je píseň britské rockové skupiny Queen. Napsal ji bubeník Roger Taylor, ale autorství je připisováno celé skupině. Původně byla vydána na studiovém albu The Miracle z roku 1989, ve stejném roce vyšla jako singl. Taylor prohlásil, že dostal inspiraci pro vytvoření písně při čtení knihy a basová linka, která písni dominuje, ho napadla hned. Píseň je zajímavá tím, že se v ní postupně představují jednotliví členové kapely (Freddie Mercury, John Deacon, Brian May, Roger Taylor) jako „neviditelní muži“ a jejich jména jsou i součástí textu.

## Videoklip
Ve videoklipu hraje velkou roli videohra s názvem „Neviditelný muž“. Mladý chlapec hraje hru, zatímco skupina (všichni oblečeni v černém), kteří jsou ve hře „ti špatní“, vstoupí do reálného světa a začnou hrát píseň v klukově pokoji. Během hraní se chlapec pokouší na členy Queen střílet pomocí herního ovladače. Mercury se občas objevuje na různých místech v dětském pokoji a mizí, než ho chlapec může zastřelit pomocí video ovladače. Poté, co se Mercury vynoří z dětského šatníku i s celou kapelou v závěsu, John Deacon sundá kovbojský klobouk a hodí ho na podlahu. Na obrazovce se pak ještě jednou objeví obrázek kapely ve hře, Deacon bez klobouku a kluk pod nimi chodí.

## Obsazení nástrojů
- Freddie Mercury – hlavní vokály
- Brian May – elektrická kytara (Red Special), doprovodné vokály
- Roger Taylor – bicí, sampler a doprovodné vokály
- John Deacon – basová kytara, rytmická kytara
- David Richards – syntezátory, sekvencer, programování

## Umístění na žebříčcích
| Země           | Pozice |
| -------------- | ------ |
| Francie        | 1      |
| Německo        | 31     |
| Nizozemsko     | 4      |
| Irsko          | 10     |
| Itálie         | 21     |
| Nový Zéland    | 15     |
| Švýcarsko      | 30     |
| Velká Británie | 12     |